# 多棍直鱗蘚
多棍直鱗蘚（学名：Rectolejeunea barbata）为細鱗蘚科直鱗蘚屬下的一个种。